# Stadthotel Oerlinghausen
Das Stadthotel Oerlinghausen befindet sich in der Hauptstraße 19 in der lippischen Stadt Oerlinghausen in Nordrhein-Westfalen. Das Bauwerk ist mit der Nummer 20 als Baudenkmal in die städtische Denkmalliste eingetragen.

## Geschichte
Das vierstöckige Gebäude wurde 1712 von Amtmann Hilmar im Zentrum Oerlinghausens errichtet. Er war der Nachfolger des letzten Vogts Simon Bracht als Verwalter der damaligen Dorfschaft Oerlinghausen. C.B. Nagel erwarb 1839 das Gebäude und richtete eine Schankwirtschaft ein. Nach mehrmaligem Wechsel des Besitzers kaufte der Wirt Heinrich Kiffe, der Enkel eines Bremer Leinenhändlers, im Jahr 1890 die Immobilie. Er gab ihr den Namen Hotel Stadt Bremen. Sein Großvater F.W. Kiffe war der Stifter des Kiffestifts, dem ersten Oerlinghauser Altenheim, in der Robert-Koch-Straße 17. Sein geschäftlicher Erfolg in den folgenden Jahren veranlasste Kiffe, das Hotel auszubauen und mit Pferdeställen und einer Außenkegelbahn zu versehen. In einer Werbung aus jener Zeit war zu lesen, dass das Hotel elektrisches Licht, Zentralheizung, ein separates Schreibzimmer, warme und kalte Bäder, sowie einen Hotel-Omnibus zu jedem Zug anzubieten hatte.
1921 wurde das Hotel an den Gastronomen Fritz Vogeler verkauft. Dessen Geschäfte liefen offenbar nicht besonders erfolgreich, denn schon 1922 wurde das Gebäude an die Gemeinde veräußert. Diese funktionierte es in die Gemeindevertretung um und 1926 zum Rathaus, nachdem Oerlinghausen die Stadtrechte verliehen worden waren. Im Rahmen der nordrhein-westfälischen Gebietsreform wurden die Stadt Oerlinghausen und die Gemeinden Lipperreihe und Helpup zum 1. Januar 1969 durch das Lemgo-Gesetz zur neuen Stadt Oerlinghausen zusammengeschlossen. Zum 1. Januar 1976 zog das Rathaus in das ehemalige Gymnasium um, für das ein Neubau errichtet worden war. Das Hotel Stadt Bremen hieß nun Stadthotel und öffnete wieder seine Pforten. Die Pächter wechselten mehrmals und nach fünfjährigem Leerstand wurde 2011 erneut ein gastronomischer Betrieb eröffnet.